# Добрикская волость
До́брикская (Добриковская) волость — административно-территориальная единица в составе Севского уезда.
Административный центр — село Добрик.
Волость была образована в ходе реформы 1861 года; объединяла 9 населённых пунктов. При первоначальном разделении Севского уезда на волости, являлась крупнейшей волостью по площади.
В 1880-х годах Добрикская волость была упразднена, бо́льшая часть её территории вошла в Литовинскую волость, меньшая — в Апраксинскую (Брасовскую) волость.
Ныне вся территория бывшей Добрикской волости входит в Брасовский район Брянской области.